# Gråpoppel
Gråpoppel (Populus x canescens), også skrevet Grå-Poppel, er et op til 30 meter højt træ, der i Danmark er indført og plantet i parker, langs veje og i læhegn. Det ligner sølvpoppel, men langskuddenes blade er gråhvidt behårede på undersiden og hele (ikke håndlappede) med få store tænder.

## Beskrivelse
Gråpoppel er et stort, løvfældende træ. Væksten er først smalt kegleformet, men senere bliver den uregelmæssigt hvælvet med kraftige, opstigende hovedgrene. Barken er først grønligt gråbrun med fine, hvide hår. Senere bliver den mørkegrå, og efterhånden bleggrå med tværgående bånd af sorte pletter. Gamle grene og stammer kan danne en næsten sort, furet bark. Knopperne er spedt stillede og spidst ægformede, glatte og gule-rødbrune.
Bladene er cirkelrunde eller antydet femlappede med uregelmæssigt tandet eller bugtet-tandet rand. Oversiden er først lysegrøn med et tæt lag af hvide hår. Senere bliver den blank og grågrøn, mens undersiden er grå af et tæt hårlag. Blomstringen sker i marts-april, og da planten er tvebo, har hvert individ enten rent hanlige eller rent hunlige blomster (hunlige træer er dog sjældne). De er samlet i hængende rakler, der er sammensat af reducerede blomster. Frugterne er nødder med lange haler af frøuld.
Rodnettet er højtliggende med kraftige, vidt udbredte hovedrødder, hvorfra planten danner mange rodskud.
Højde x bredde og årlig tilvækst: 25 x 15 m (80 x 50 cm/år).

## Voksested
Da gråpoppel er en krydsning (Populus alba x Populus tremula), har den ikke noget hjemsted, men den synes at være opstået spontant flere gange i sit nuværende udbredelsesområde, der strækker sig fra Lilleasien over Kaukasus til Europa. Den mangler dog i Skandinavien og på den Iberiske Halvø. Udbredelsen i Xinjiang, Kina anses også for at være naturlig. Planten er desuden naturaliseret i Nordamerika. Overalt foretrækker den voksesteder, der ligger i fuld sol og har en leret jordbund. Den følger derfor ofte dalbunden langs floder og vandløb.
I Nürnberger Reichswald, bayern, Tyskland, findes den i fugtige områder sammen med bl.a. alm. engelsød, kambregne, alm. star, dagpragtstjerne, djævelsbid, døvnælde, engrævehale, engnellikerod, gul star, hundeviol, kragefod, lægekulsukker, purpurpil, seljepil, sibirisk iris, skørpil, smalbladet klokke, småbladet elm, sommerhyld, ægbladet fliglæbe og øret pil

## Anvendelse
Arten er uegnet på vandlidende jord, men har ellers ingen særlige krav til jordbund. Den tåler beskæring godt, og den er egnet som stort blivende træ i skovbryn og parker.
I Danmark er den almindeligt plantet i hele landet.
| Portal | Portal:Botanik |

## Note
1. ↑  deposit.ddb.de: Gerhard Brunner: ’’Die Aktuelle Vegetation des Nürnberger Reichswaldes’’ (tysk)